# یواس‌اس میگرانت (آی‌ایکس-۶۶)
یواس‌اس میگرانت (آی‌ایکس-۶۶) (به انگلیسی: USS Migrant (IX-66)) یک کشتی بود که طول آن ۲۲۳ فوت ۳ اینچ (۶۸٫۰۵ متر) بود. این کشتی در سال ۱۹۲۹ ساخته شد.